# 百瀨祐一郎
百瀨祐一郎（日语：／ Momose Yūichirō），日本男性動畫製作人、編劇、小說家。ufotable出身。INCS toenter所屬。

## 來歷、人物
文化服裝學院畢業。當初帶著「想要進入自己喜歡的品牌」的初衷，2005年年底匆忙前去面試並進入了公司，進軍服裝業界後做了三年銷售員。
之後他想加入ufotable卻公司一直不招人，面試失敗後於是再次上ufotable網站，將眼睛注目在「ufotable Cafe」的兼差工作。工作大約10個月後，與ufotable的製作人走得很近，因此在《Fate/Zero》（第2話）第一次擔任製作進行。該動畫結束後，在服裝行業工作的百瀨一直想寫小說，因此他開始一寫做製作進行的工作，一邊寫小說。
之後，他辭掉了公司，在酒吧偶然認識了一位編輯，開始認真寫小說。然後，文化服裝學院的朋友介紹他認識了這個品牌，就以正式員工的身份加入了公司，並做了3年。
2015年底，他在完成了自身後來的小說家處女作《All Job The World》後離開了該品牌。作家生涯即將開始時，經過朋友的介紹進入了動畫製作公司NAZ，擔任《第一次的辣妹》的製作人、劇本統籌、編劇。之所以選擇這部作品，是因為NAZ的須田康夫社長交出了三部作品的原著，「我喜歡愛情喜劇，角色是個辣妹」他認為透過劇本統籌的工作能讓故事進行得更容易。
憑藉2017年9月發行的《All Jobs the World》（富士見Fantasia文庫）作為小說家出道，同年同月啟動企劃《催眠麥克風 -Division Rap Battle-》創造作品的世界觀，並負責人物原案。
他將動畫導演平尾隆之稱之為老師，說：「沒有平尾導演的話，我就無法完成我的工作」。

## 作品列表

### 電視動畫
2011年
- Fate/Zero（製作進行）

2012年
- Fate/Zero (第2期)（製作進行）

2017年
- 第一次的辣妹（劇本統籌、編劇、動畫製作人）

2018年
- 我喜歡的妹妹不是妹妹（劇本統籌、編劇）

2019年
- 非洲的動物上班族（劇本統籌、編劇）

2020年
- 〈Infinite Dendrogram〉-無盡連鎖-（劇本統籌、編劇）
- 『催眠麥克風 -Division Rap Battle-』Rhyme Anima（編劇、人物設定原案、世界觀設定）
- 災禍真實 -ZUERST-（日语：禍つヴァールハイト）（編劇）

2021年
- 轉生成蜘蛛又怎樣！（劇本統籌、編劇）

2022年
- 惑星公主蜥蜴騎士（劇本統籌、編劇）

2023年
- 六道的惡女們（劇本統籌、編劇）
- 想當冒險者前往都市的女兒成為S級（劇本統籌、編劇）

2024年
- 魔女與野獸（劇本統籌、編劇）
- 魔王2099（劇本統籌、編劇）

### OVA
2012年
- 實乃里Scramble！（製作補佐）
- 魚（協力）

### 電影動畫
2010年
・空之境界 終章（協力）
2011年
・櫻花的溫度（製作進行）

### 網路動畫
2022年
- 羅馬浴場（編劇）

### 小說
2017年
- All Job The World（〈富士見Fantasia文庫〉，插圖：安田典生，9月－，已出版2冊）

### 遊戲
2017年
- 真·女神轉生 奇幻旅程 OP動畫（動畫製作人）

2020年
- 『催眠麥克風 -Alternative Rap Battle-』（活動劇本）

### 漫畫
- 催眠麥克風 -Before The Battle- The Dirty Dawg（《少年MAGAZINE EDGE（日语：少年マガジンエッジ）》，漫畫：鴉月留依，已出版4冊）
- 催眠麥克風 -Division Rap Battle- side B.B & M.T.C（《月刊少年天狼星》，漫畫：蟹江鐵史，已出版3冊）
- 催眠麥克風 -Division Rap Battle- side F.P & M（《Comic ZERO-SUM》，漫畫：城希伊子，已出版3冊）
- 催眠麥克風 -Division Rap Battle- side D.H & B.A.T（《Magazine Pocket》，漫畫：相羽紀行（日语：相羽紀行），已出版5冊）
- 催眠麥克風 -Division Rap Battle- Dawn Of Divisions（《少年MAGAZINE EDGE》，漫畫：鴉月留依，已出版1冊）
- 催眠麥克風 -Division Rap Battle- side B.B & M.T.C +（《月刊少年天狼星》，已出版2冊）
- 催眠麥克風 -Division Rap Battle- side F.P & M +（《Comic ZERO-SUM》，漫畫：城希伊子，已出版2冊）
- THIS IS IT! 製作進行東雲次郎（《Comic Newtype（日语：コミックNewtype）》，漫畫：犬威赤彥，全3冊）

### 廣播劇CD
2017年
- 催眠麥克風 -Buster Bros!!!『Buster Bros!!! Generation』 Buster Bross!!!- Drama Track①、②（劇本）
- 催眠麥克風 -MAD TRIGGER CREW『BAYSIDE M.T.C』橫濱事業部 MAD TRIGGER CREW- Drama Track①、②（劇本）
- 催眠麥克風 -麻天狼『麻天狼 -音韻臨床-』新宿事業部 麻天狼- Drama Track①、②（劇本）
- 催眠麥克風 -Fling Posse『Fling Posse-F.P.S.M-』涉谷事業部 Fling Posse- Drama Track①、②（劇本）

2018年
- 催眠麥克風 -Buster Bros!!! VS MAD TRIGGER CREW- Drama Track「Know Your Enemy side B.B VS M.T.C」、「Louder Than A Bomb」（劇本）
- 催眠麥克風 -Fling Posse VS 麻天狼- Drama Track「Know Your Enemy Side F.P VS M」、「Just A Friend」（劇本）

2019年
- 催眠麥克風 -The Champion- Drama Track「Me Against The World」、（劇本）
- 催眠麥克風 -Enter the Hypnosis Microphone- Drama Track（劇本）

1. Fight For Your Right
2. Somebody Gotta Do It
3. We Just Wanna Party with You
4. Don't Play No Game That I Can't Win

- 催眠麥克風 --Drama Track「aikata back again」（劇本）
- 催眠麥克風 -Bad Ass Temple『Bad Ass Temple Funky Sounds』- Drama Track（劇本）
- 催眠麥克風 -Buster Bros!!!『Buster Bros!!! -Before The 2nd D.R.B-』- Drama Track「Helter Skelter」（劇本）

2020年
- 催眠麥克風 -MAD TRIGGER CREW『MAD TRIGGER CREW -Before The 2nd D.R.B-』- Drama Track「All in the same boat」（劇本）
- 催眠麥克風 -Fling Posse『Fling Posse -Before The 2nd D.R.B-』- Drama Track（劇本）
- 催眠麥克風 -麻天狼『麻天狼 -Before The 2nd D.R.B-』- Drama Track（劇本）
- 催眠麥克風 -Division Rap Battle- side D.H & B.A.T 第1卷限定版特典CD Drama Track「The truth of the haunted house」
- 催眠麥克風 -Division Rap Battle- Official Guide Book Drama Track（劇本）

2021年
- 催眠麥克風 -2nd Division Rap Battle- 1st Battle CD Drama Track「Aikata(s) Back Again」、「Life is what you make it」（劇本）
- 催眠麥克風 -2nd Division Rap Battle- 2nd Battle CD『Bad Ass Temple vs 麻天狼』 Drama Track「和衷共同」、（劇本）
- 催眠麥克風 -2nd Division Rap Battle- 3rd Battle CD『Fling Posse VS MAD TRIGGER CREW』 Drama Track「Catch Us If You Can」、「A dream… for good or evil」（劇本）
- 催眠麥克風 -Division Rap Battle- side D.H & B.A.T 第3卷限定版特典CD Drama Track（劇本）
- 催眠麥克風 -Division Rap Battle- side B.B & M.T.C+第1卷限定版特典CD Drama Track「Respect each other」（劇本）
- 催眠麥克風 -Division Rap Battle- side F.P & M  +第1卷限定版特典CD Drama Track（劇本）
- 催眠麥克風 -Division Rap Battle- side D.H & B.A.T 第5卷限定版特典CD Drama Track（劇本）
- 催眠麥克風 -Division Rap Battle- Dawn Of Divisions第1卷限定版特典CD Drama Track「Aibou Back Again」（劇本）

2022年
- 催眠麥克風 -- Drama Track、「Fling Posse Inc.」（劇本）
- 催眠麥克風 -CROSS A LINE- Drama Track「Mixed Up」（劇本）

### 其它
2017年
- 櫻花網際網路（日语：さくらインターネット） 20週年紀念影片（執行製作人）

## 相關項目
- 日本小說家列表（日语：日本の小説家一覧）
- 輕小說作家列表（日语：ライトノベル作家一覧）